# Parábolas de Jesús

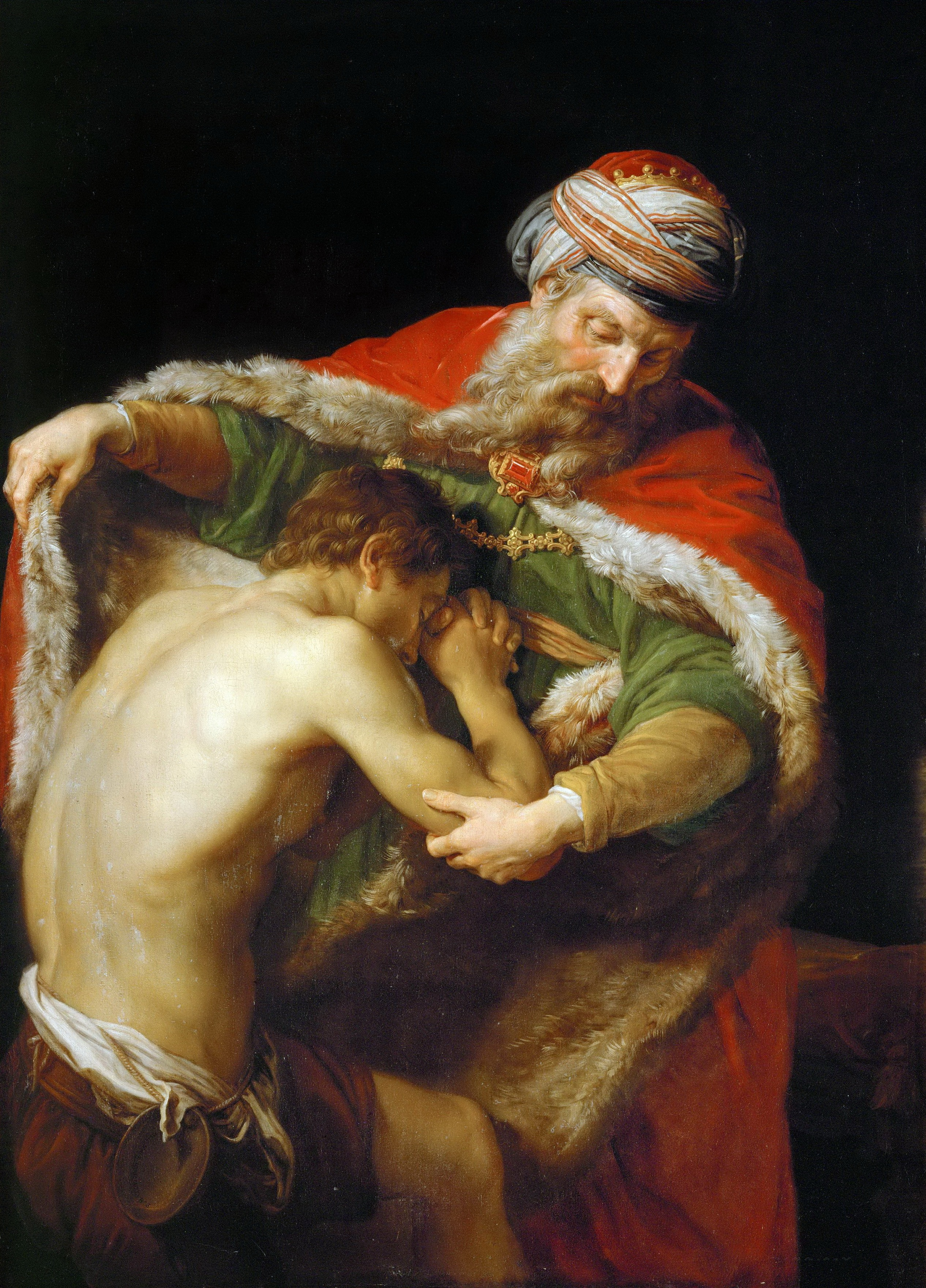
Representación de la parábola del hijo pródigo por Pompeo Batoni

Las parábolas de Jesús son aquellas breves narraciones dichas por Jesús de Nazaret que encierran una educación moral y religiosa, revelando una verdad espiritual de forma comparativa. 
La parábola es un relato religioso corto que es fácil de comprender y brinda verdad espiritual.
No son fábulas, pues en estas no intervienen personajes animales con características humanas, ni alegorías, pues se basan en hechos u observaciones creíbles de la naturaleza, teniendo la mayoría de estos elementos de la vida cotidiana. Las parábolas se encuentran contenidas en los evangelios sinópticos (tres de los cuatro evangelios canónicos, en concreto el de Mateo, el de Marcos y el de Lucas), aunque también se pueden encontrar en algunos evangelios apócrifos, como el de Tomás y el de Santiago.

Las parábolas son quizás el elemento más característico de la doctrina de Jesucristo consignada en los Evangelios. En su conjunto, a pesar de los retoques que hubieron de experimentar en el curso de su transmisión, presentan el sello de una personalidad bien definida. Su impacto sobre la imaginación hizo que se fijaran en la memoria y les procuró un lugar seguro en la tradición. Ninguna otra parte del relato evangélico tiene para el lector un tono más claro de autenticidad.
Charles Harold Dodd

La finalidad de las parábolas de Jesús es enseñar cómo debe actuar una persona para entrar al Reino de los Cielos y, en su mayoría, revelan también sus misterios. En ocasiones, Jesús usó las parábolas como armas dialécticas contra líderes religiosos y sociales, como por ejemplo la Parábola del fariseo y el publicano y la Parábola de los dos hijos. En la Biblia se encuentran los siguientes textos titulados Propósito de las parábolas: Mateo 13:10-17, Marcos 4:10-12 y Lucas 8:9-10.
Jesús dice que enseña usando parábolas para que comprendan su mensaje solo aquellos que han aceptado a Dios en su corazón y para que los que tienen «endurecidos sus corazones [y han] cerrado sus ojos» no puedan entender. Por lo tanto, comprender el mensaje de Jesús significaría ser un verdadero discípulo suyo y no entenderlo supone que no se está realmente comprometido con Él y, por ende, no podemos recibir su ayuda ni la de su mensaje. Existen algunos debates sobre si este es el significado original del uso de las parábolas o si en realidad fue agregado por Marcos para reforzar la fe de sus lectores, tal vez cuando se vio perseguido. Esta explicación parece ser esencial para comprender del todo el mensaje real de las parábolas de Jesús, ya que deja claro que es necesario tener fe en Él para entenderlas, o de otro modo se ven confusas.

## Raíces y fuentes
Como traducción de la palabra hebrea מָשָׁל mashal, la palabra "parábola" también puede referirse a un acertijo. En todas las épocas de su historia los judíos estaban familiarizados con la enseñanza por medio de  parábolas y también existen varias parábolas en el Antiguo Testamento. El uso de parábolas por parte de Jesús fue, por tanto, un método de enseñanza natural que encajaba en la tradición de su tiempo. Las parábolas de Jesús han sido citadas, enseñadas y discutidas desde los mismos inicios del cristianismo.

## Naturaleza de las parábolas
Las parábolas son una de las muchas formas literarias de la Biblia, pero se ven especialmente en los evangelios del Nuevo Testamento. Las parábolas son generalmente consideradas como historias cortas, como la del Buen Samaritano, y se diferencian de las afirmaciones metafóricas como "Vosotros sois la sal de la tierra". Una verdadera parábola puede considerarse como un símil extendido. Adolf Jülicher consideraba las parábolas como metáforas ampliadas con una parte de imagen (Bildhälfte), una parte de realidad (Sachhälfte) y un punto de comparación (tertium comparationis) entre la parte de imagen y la parte de realidad. Por ejemplo, la siguiente parábola ilustra el enfoque de Jülicher:

¿A qué, pues, compararé los hombres de esta generación, y a qué son semejantes? Semejantes son a los muchachos sentados en la plaza, que dan voces unos a otros y dicen: Os tocamos flauta, y no bailasteis; os endechamos, y no llorasteis.
 Parábola de Jesús

Aunque algunos sugieren que las parábolas son esencialmente alegorías extendidas, otros argumentan enfáticamente lo contrario. El Dr. Kenneth Boa afirma que:

Las parábolas son figuras de comparación extendidas que a menudo utilizan historias cortas para enseñar una verdad o responder a una pregunta. Aunque la historia de una parábola no es histórica, es fiel a la vida, no es un cuento de hadas. Como forma de literatura oral, la parábola explota situaciones realistas pero hace un uso eficaz de la imaginación...  Algunas de las parábolas [de Cristo] fueron diseñadas para revelar misterios a los de adentro y para ocultar la verdad a los de afuera que no querían escuchar.

### Evangelios canónicos
Los tres evangelios sinópticos contienen las parábolas de Jesús. Cada vez son más los estudiosos que encuentran también parábolas en el Evangelio de Juan, como las pequeñas historias del Buen Pastor (Juan 10:1-5) o la de la mujer que da a luz (Juan 16:21). Por lo demás, Juan incluye alegorías pero no parábolas. Varios autores como Barbara Reid, Arland Hultgren o Donald Griggs comentan que "las parábolas están notablemente ausentes del Evangelio de Juan".
William Barry afirma en la Enciclopedia Católica (1913) "No hay parábolas en el Evangelio de San Juan. En los sinópticos ... se cuentan treinta y tres en total; pero algunos han elevado el número incluso a sesenta, al incluir expresiones proverbiales". El Evangelio de Lucas contiene tanto el mayor número total de parábolas (24) como dieciocho parábolas únicas; el Evangelio de Mateo contiene 23 parábolas de las cuales once son únicas; y el Evangelio de Marcos contiene ocho parábolas de las cuales dos son únicas.
En Armonía de los Evangelios, Cox y Easley proporcionan una  armonía evangélica para las parábolas basada en los siguientes recuentos: En Mateo: 11,  en Marcos: 2, en Lucas: 18, Mateo y Lucas: 4, Mateo, Marcos y Lucas: 6. No enumeran ninguna parábola para el Evangelio de Juan.

### Otros documentos
Las parábolas atribuidas a Jesús se encuentran también en otros documentos aparte de la Biblia. Algunas de ellas se superponen a las de los evangelios canónicos y otras no forman parte de la Biblia. El Evangelio de Tomás, no canónico, contiene hasta quince parábolas, once de las cuales tienen paralelos en los cuatro Evangelios canónicos. El desconocido autor del Evangelio de Tomás no tenía una palabra especial para "parábola", por lo que es difícil saber qué consideraba una parábola. Entre las exclusivas de Tomás se encuentran la Parábola del asesino y la Parábola de la jarra vacía.
El Apócrifo de Santiago no canónico también contiene tres parábolas únicas atribuidas a Jesús. Se conocen como "La parábola de la espiga", "La parábola del grano de trigo" y "La parábola del brote de palmera datilera".
El hipotético documento Q se considera una fuente para algunas de las parábolas de Mateo, Lucas y Tomás.

## Finalidad y motivo
En el Evangelio de Mateo (13:10-17) Jesús da una respuesta cuando se le pregunta sobre su uso de las parábolas:Mateo 13:10-17Marco 4:10-12Lucas 8:9-10

Entonces sus discípulos le preguntaron qué significaba esta parábola. Les dijo: "A vosotros se les ha dado a conocer los secretos del reino de Dios; pero a los demás les hablo en parábolas, para que "mirando no perciban, y escuchando no entiendan".

Si bien tanto el texto de Mateo (13:34) como el de Marcos (4:33) parecen indicar que Jesús sólo hablaba a las "multitudes" en parábolas, mientras que en privado explicaba todo a sus discípulos, los estudiosos modernos no apoyan el argumento de las explicaciones privadas y conjeturan que Jesús utilizó las parábolas como método de enseñanza. Dwight Pentecost sugiere que, dado que Jesús predicaba a menudo a un público mixto de creyentes y no creyentes, utilizaba las parábolas para revelar la verdad a algunos, pero ocultarla a otros.
El obispo anglicano de Montreal, Ashton Oxenden, sugiere que Jesús construyó sus parábolas basándose en su conocimiento divino de cómo se puede enseñar al hombre:

Este era un modo de enseñar, que nuestro bendito Señor parecía deleitarse especialmente en emplear. Y podemos estar seguros de que, como "Él conocía lo que había en el hombre" mejor que nosotros, no habría enseñado por medio de parábolas, si no hubiera sentido que éste era el tipo de enseñanza más adecuado para nuestras necesidades.Oxenden, 1864, p. 1

En el siglo XIX, Lisco y Fairbairn afirmaron que en las parábolas de Jesús, la imagen tomada del mundo visible va acompañada de una verdad del mundo invisible (espiritual) y que las parábolas de Jesús no son meras similitudes que sirven para ilustrar, sino que son analogías internas donde la naturaleza se convierte en testigo del mundo espiritual.
Asimismo, en el siglo XX, llamando a una parábola "una historia terrenal con un significado celestial", William Barclay afirma que las parábolas de Jesús utilizan ejemplos familiares para conducir la mente de los hombres hacia conceptos celestiales. Sugiere que Jesús no formó sus parábolas meramente como analogías, sino que se basó en una afinidad interna entre el orden natural y el espiritual 

## Temas
Una serie de parábolas que son adyacentes en uno o más evangelios tienen temas similares. La parábola de la levadura sigue la parábola del grano de mostaza en Mateo y Lucas, y comparte el tema del Reino de los Cielos que crece de pequeños comienzos. La parábola del tesoro escondido y la parábola de la perla forma una pareja que ilustra el gran valor del Reino de los Cielos, y la necesidad de una acción en la consecución de la misma.
Las parábolas de la oveja perdida, de la moneda perdida, y del hijo pródigo forman un trío en Lucas que tratan acerca de la pérdida y la redención.
La parábola del siervo fiel y la parábola de las diez vírgenes en Mateo, adyacentes, involucran a la espera de un novio, y tienen un tema escatológico: estar preparados para la hora del juicio. La parábola de la cizaña, la parábola del rico insensato, la parábola del árbol de higo, y la parábola de la higuera estéril también tienen temas escatológicos.
Otras parábolas independientes, como la parábola del siervo inútil, que trata de perdón, la parábola del Buen Samaritano, que trata de amor práctico, y la parábola del siervo vigilante, frente a la persistencia en la oración.

## Parábolas de los evangelios sinópticos

### Evangelio de Mateo
Parábolas encontradas en el Evangelio de Mateo
| Número | Capítulo | Versículo | Nombre de la parábola                      | También encontradas en                        |
| ------ | -------- | --------- | ------------------------------------------ | --------------------------------------------- |
| 1      | 5        | 13-16     | Parábola de la lámpara                     | Marcos 4:21-23, Lucas 8,16-18, Lucas 11,33-36 |
| 2      | 5        | 21-26     | Parábola del demandado                     | Lucas 12,57-59                                |
| 3      | 6        | 25-26     | Parábola de las aves y los lirios          | Lucas 12,22-31                                |
| 4      | 7        | 1-5       | Parábola de la mota y la viga              | Mateo 7,1-5                                   |
| 5      | 7        | 15-20     | Parábola del árbol y sus frutos            | Lucas 6,43-45, Tomás 45                       |
| 6      | 7        | 24-27     | Parábola de la casa sobre la roca          | Lucas 6,47-49                                 |
| 7      | 9        | 16-17     | Parábola del vino nuevo y los odres viejos | Marcos 2,21-22, Lucas 5,36-39, Tomás 47       |
| 8      | 12       | 29-32     | Parábola del hombre fuerte                 | Marcos 3,27-29, Lucas 11,21-23, Tomás 35      |
| 9      | 12       | 48-50     | Parábola de las verdades de Jesús          | Marcos 3,33-35, Lucas 8,20-21, Tomás 99       |
| 10     | 13       | 1-9       | Parábola del sembrador                     | Marcos 4,1-9, Lucas 8,4-8, Tomás 10           |
| 11     | 13       | 24-30     | Parábola del trigo y la cizaña             | Tomás 57                                      |
| 12     | 13       | 31-32     | Parábola del grano de mostaza              | Marcos 4,30-32, Lucas 13,18-19, Tomás 20      |
| 13     | 13       | 33        | Parábola de la levadura                    | Lucas: 13,20-21, Tomás 96                     |
| 14     | 13       | 44        | Parábola del tesoro escondido              | Tomás 109                                     |
| 15     | 13       | 45-46     | Parábola de la perla de gran valor         | Tomás 76                                      |
| 16     | 13       | 47-50     | Parábola de la red barredera               | Tomás 8                                       |
| 17     | 13       | 52        | Parábola del padre de familia              | Mateo 13:51-52                                |
| 18     | 18       | 1-10      | Parábola del pequeño niño                  | Marcos 9,35-37, Lucas 9,46-48,                |
| 19     | 18       | 12-14     | Parábola de la oveja perdida               | Lucas 15,1-7, Tomás 107                       |
| 20     | 18       | 23-35     | Parábola del siervo despiadado             | Mateo 18:23-35                                |
| 21     | 20       | 1-16      | Parábola de los trabajadores de la viña    | Mateo 20:1-16                                 |
| 22     | 21       | 28-32     | Parábola de los dos hijos                  | Mateo 23:13-36                                |
| 23     | 21       | 33-44     | Parábola de los viñadores homicidas        | Marcos 12,1-11, Lucas 20,9-18, Tomás 65       |
| 24     | 22       | 1-14      | Parábola del banquete de bodas             | Lucas 14,15-24, Tomás 64                      |
| 25     | 24       | 32-35     | Parábola de la higuera                     | Marcos 13,28-31, Lucas 21:29-31               |
| 26     | 24       | 42-44     | Parábola del padre de familia vigilante    | Lucas 12,39-40                                |
| 27     | 25       | 1-13      | Parábola de las diez vírgenes              | Mateo 25:1-13                                 |
| 28     | 25       | 14-30     | Parábola de los talentos                   | Lucas 19,11-37                                |
| 29     | 25       | 31-46     | Parábola del juicio final                  | Mateo 25, 31-46                               |

### Evangelio de Marcos
Parábolas encontradas en el Evangelio de Marcos
| Número | Capítulo | Versículo | Nombre de la parábola                      | También encontradas en                                 |
| ------ | -------- | --------- | ------------------------------------------ | ------------------------------------------------------ |
| 1      | 2        | 18-22     | Parábola del vino nuevo y los odres viejos | Mateo 9,16-17, Lucas 5,36-39, Tomás 47                 |
| 2      | 3        | 22-27     | Parábola del hombre fuerte                 | Mateo 12,29-32, Lucas 8,20-21, Tomás 35                |
| 3      | 3        | 33-35     | Parábola de las verdades de Jesús          | Mateo 12,48-50, Lucas 8,20-21, Tomás 99                |
| 4      | 4        | 1-9       | Parábola del sembrador                     | Mateo 13,1-9, Lucas 8,4-8, Tomás 9                     |
| 5      | 4        | 21-23     | Parábola de la lámpara                     | Mateo 5,13-16, Lucas 8,16-18, Lucas 11,33-36, Tomás 33 |
| 6      | 4        | 26-29     | Parábola del crecimiento de la semilla     | Marcos 4:26-29                                         |
| 7      | 4        | 30-32     | Parábola del grano de mostaza              | Mateo 13,31-32, Lucas 13,18-19, Tomás 20               |
| 8      | 9        | 35-37     | Parábola del pequeño niño                  | Mateo 18,1-10, Lucas 9,46-48                           |
| 9      | 12       | 1-11      | Parábola de los viñadores homicidas        | Mateo 21,33-44, Lucas 20,9-18, Tomás 65                |
| 10     | 13       | 28-31     | Parábola de la higuera                     | Mateo 24,32-35, Lucas 21,29-31                         |
| 11     | 13       | 34-37     | Parábola del siervo vigilante              | Lucas 12,35-38, Tomás 21                               |

### Evangelio de Lucas
Parábolas encontradas en el Evangelio de Lucas
| Número | Capítulo | Versículo | Nombre de la parábola                         | También encontradas en                        |
| ------ | -------- | --------- | --------------------------------------------- | --------------------------------------------- |
| 1      | 5        | 36-39     | Parábola del vino nuevo y los odres viejos    | Mateo 9:16-17, Marcos 2:21-22                 |
| 2      | 6        | 43-45     | Parábola del árbol y sus frutos               | Mateo 7:15-20                                 |
| 3      | 6        | 47-49     | Parábola de la casa edificada sobre roca      | Mateo 7:24-27                                 |
| 4      | 7        | 41-47     | Parábola de los dos deudores                  | -                                             |
| 5      | 8        | 4-8       | Parábola del sembrador                        | Mateo 13:1-9, Marcos 4:1-9                    |
| 6      | 8        | 16-18     | Parábola de la lámpara                        | Mateo 5:13-16, Marcos 4:21-23, Lucas 11:33-36 |
| 7      | 8        | 20-21     | Parábola de las verdades de Jesús             | Mateo 12:48-50, Marcos 3:33-35                |
| 8      | 9        | 46-48     | Parábola del pequeño niño                     | Mateo 18:1-10, Marcos 9:35-37                 |
| 9      | 10       | 25-37     | Parábola del buen samaritano                  | -                                             |
| 10     | 11       | 5-10      | Parábola del amigo inoportuno                 | -                                             |
| 11     | 11       | 21-23     | Parábola del hombre fuerte                    | Mateo 12:29-32, Marcos 3:27-29                |
| 12     | 12       | 16-21     | Parábola del rico insensato                   | -                                             |
| 13     | 12       | 22-26     | Parábola de las aves y los lirios             | Mateo 6:25-34                                 |
| 15     | 12       | 35-38     | Parábola del siervo vigilante                 | Marcos 13:34-37                               |
| 16     | 12       | 39-40     | Parábola del padre de familia vigilante       | Mateo 24:42-44                                |
| 17     | 12       | 57-59     | Parábola del demandado                        | Mateo 5:21-25                                 |
| 18     | 13       | 6-9       | Parábola de la higuera sin fruto              | -                                             |
| 19     | 13       | 18-19     | Parábola de la semilla de mostaza             | Mateo 13:31-32, Marcos 4:30-32                |
| 20     | 13       | 20-21     | Parábola de la levadura                       | Mateo 13:33                                   |
| 21     | 14       | 15-24     | Parábola del banquete de bodas                | Mateo 22:1-14                                 |
| 22     | 15       | 1-7       | Parábola de la oveja perdida                  | Mateo 18:12-14                                |
| 23     | 15       | 8-10      | Parábola de la moneda perdida                 | -                                             |
| 24     | 15       | 11-32     | Parábola del hijo pródigo                     | -                                             |
| 25     | 16       | 1-8       | Parábola del mayordomo astuto                 | -                                             |
| 26     | 16       | 19-31     | Parábola del rico epulón y Lázaro             | -                                             |
| 27     | 17       | 7-10      | Parábola del siervo inútil                    | -                                             |
| 28     | 18       | 1-8       | Parábola del juez inicuo y la viuda importuna | -                                             |
| 29     | 18       | 9-14      | Parábola del fariseo y el publicano           | -                                             |
| 30     | 19       | 11-27     | Parábola de los talentos                      | Mateo 25:14-30                                |
| 31     | 20       | 9-18      | Parábola de los viñadores homicidas           | Mateo 21:33-44, Marcos 12:1-11, Tomás 65      |
| 32     | 21       | 29-31     | Parábola de la higuera                        | Mateo 24:32-35, Marcos 13:28-31               |

## Parábolas del Evangelio apócrifo

### Evangelio de Tomás
Parábolas encontradas en el Evangelio de Tomás
| Número | Capítulo | Nombre de la parábola                           | También encontradas en                                       |
| ------ | -------- | ----------------------------------------------- | ------------------------------------------------------------ |
| 1      | 8        | Parábola de la red                              | Mateo 13:47-50                                               |
| 2      | 9        | Parábola del sembrador                          | Mateo 13:1-9, Marcos 4:1-9, Lucas 8:4-8                      |
| 3      | 20       | Parábola del grano de mostaza                   | Mateo 13:31-32, Marcos 4:30-32, Lucas 13:18-19               |
| 4      | 21       | Parábola del siervo vigilante                   | Mateo 24:42-44, Marcos 13:34-37, Lucas 12:35-40              |
| 5      | 33       | Parábola de la lámpara                          | Mateo 5:13-16, Marcos 4:21-23, Lucas 8:16-18, Lucas 11:33-36 |
| 6      | 35       | Parábola del hombre fuerte con las manos atadas | Mateo 12:29-32, Marcos 3:27-29, Lucas 11:21-23               |
| 7      | 45       | Parábola del árbol y sus frutos                 | Mateo 7:15-20, Lucas 6:43-45                                 |
| 8      | 47       | Parábola del vino nuevo y los odres viejos      | Mateo 9:16-17, Marcos 2:21-22, Lucas 5:36-39                 |
| 9      | 57       | Parábola del trigo y la cizaña                  | Mateo 13:24-30                                               |
| 10     | 63       | Parábola del rico insensato                     | Lucas 12:16-21                                               |
| 11     | 64       | Parábola del banquete de boda                   | Mateo 22:1-14, Lucas 14:15-24                                |
| 12     | 65       | Parábola de los viñadores homicidas             | Mateo 21:33-44, Marcos 12:1-11, Lucas 20:9-18                |
| 13     | 76       | Parábola de la perla de gran valor              | Mateo 13:45-46                                               |
| 14     | 96       | Parábola de la levadura                         | Mateo 13:33, Lucas 13:20-21                                  |
| 15     | 99       | Parábola de las verdades de Jesús               | Mateo 12:48-50, Marcos 3:33-35, Lucas 8:20-21                |
| 16     | 107      | Parábola de la oveja perdida                    | Mateo 18:12-14, Lucas 15:1-7                                 |
| 17     | 109      | Parábola del tesoro escondido                   | Mateo 13:44                                                  |

## Armonía de las parábolas
La tabla siguiente se presenta como ejemplo de la armonía de los Evangelios para las parábolas basado en la lista de episodios clave de los Evangelios canónicos. En aras de la coherencia, esta tabla se subselecciona automáticamente a partir de la tabla de armonía principal del artículo Armonía de los Evangelios, basada en la lista de episodios clave de los Evangelios canónicos. Normalmente, no se asocian parábolas con el Evangelio de Juan, sólo alegorías.
| Número | Evento                                        | Mateo          | Marcos          | Lucas          | Juan |
| ------ | --------------------------------------------- | -------------- | --------------- | -------------- | ---- |
| 1      | Parábola de la casa edificada sobre roca      | Mateo 7:24–27  |                 | Lucas 6:46–49  |      |
| 2      | Parábola del vino nuevo en odres viejos       | Mateo 9:16–17  | Marcos 2:21–22  | Lucas 5:37–39  |      |
| 3      | Parábola del hombre fuerte                    | Mateo 12:29    | Marcos 3:27     | Lucas 11:21–22 |      |
| 4      | Parábola de los dos deudores                  |                |                 | Lucas 7:41–43  |      |
| 5      | Parábola del sembrador                        | Mateo 13:3–9   | Marcos 4:3–9    | Lucas 8:5–8    |      |
| 6      | Parábola de la lámpara                        | Mateo 5:14–15  | Marcos 4:21–25  | Lucas 8:16–18  |      |
| 7      | Parábola del crecimiento de la semilla        |                | Marcos 4:26–29  |                |      |
| 8      | Parábola del trigo y la cizaña                | Mateo 13:24–30 |                 |                |      |
| 9      | Parábola del buen samaritano                  |                |                 | Lucas 10:25–37 |      |
| 10     | Parábola del amigo inoportuno                 |                |                 | Lucas 11:5–8   |      |
| 11     | Parábola del rico insensato                   |                |                 | Lucas 12:16–21 |      |
| 12     | Parábola de la higuera sin fruto              |                |                 | Lucas 13:6–9   |      |
| 13     | Parábola del grano de mostaza                 | Mateo 13:31–32 | Marcos 4:30–32  | Lucas 13:18–19 |      |
| 14     | Parábola de la levadura                       | Mateo 13:33    |                 | Lucas 13:20–21 |      |
| 15     | Parábola del tesoro escondido                 | Mateo 13:44    |                 |                |      |
| 16     | Parábola de la perla de gran valor            | Mateo 13:45–46 |                 |                |      |
| 17     | Parábola de la red barredera                  | Mateo 13:47–50 |                 |                |      |
| 18     | Parábola del banquete nupcial                 |                |                 | Lucas 14:7–14  |      |
| 19     | El costo de ser discípulo de Jesús            |                |                 | Lucas 14:28–33 |      |
| 20     | Parábola de la oveja perdida                  | Mateo 18:10–14 |                 | Lucas 15:4–6   |      |
| 21     | Parábola del siervo despiadado                | Mateo 18:23–35 |                 |                |      |
| 22     | Parábola de la moneda perdida                 |                |                 | Lucas 15:8–9   |      |
| 23     | Parábola del hijo pródigo                     |                |                 | Lucas 15:11–32 |      |
| 24     | Parábola del mayordomo astuto                 |                |                 | Lucas 16:1–13  |      |
| 25     | Parábola del rico epulón y el pobre Lázaro    |                |                 | Lucas 16:19–31 |      |
| 26     | Parábola del amo y el siervo                  |                |                 | Lucas 17:7–10  |      |
| 27     | Parábola del juez inicuo y la viuda importuna |                |                 | Lucas 18:1–8   |      |
| 28     | Parábola del fariseo y el publicano           |                |                 | Lucas 18:9–14  |      |
| 29     | Parábola de los trabajadores de la viña       | Mateo 20:1–16  |                 |                |      |
| 30     | Parábola de los dos hijos                     | Mateo 21:28–32 |                 |                |      |
| 31     | Parábola de los viñadores homicidas           | Mateo 21:33–41 | Marcos 12:1–9   | Lucas 20:9–16  |      |
| 32     | Parábola del banquete nupcial                 | Mateo 22:1–14  |                 | Lucas 14:15–24 |      |
| 33     | Parábola de la higuera                        | Mateo 24:32–35 | Marcos 13:28–31 | Lucas 21:29–33 |      |
| 34     | Parábola del siervo fiel                      | Mateo 24:42–51 | Marcos 13:34–37 | Lucas 12:35–48 |      |
| 35     | Parábola de las diez vírgenes                 | Mateo 25:1–13  |                 |                |      |
| 36     | Parábola de los talentos                      | Mateo 25:14–30 |                 | Lucas 19:12–27 |      |
| 37     | Parábola del juicio final                     | Mateo 25:31–46 |                 |                |      |

## Galería de imágenes

### Reino de los Cielos: escuchar, buscar y crecer
| Sower     | Hidden Treasure  | Pearl (of Great Price) | Growing Seed      | Mustard Seed     | Leaven   |
| Sembrador | Tesoro escondido | Perla                  | Semilla que crece | Grano de mostaza | Levadura |

### Pérdida y redención
| Lost Sheep    | Lost Coin      | Prodigal (Lost) Son    |
| Oveja perdida | Moneda perdida | Hijo pródigo (perdido) |

### Amor y perdón
| Good Samaritan  | Two Debtors  | Unforgiving (Unmerciful) Servant |
| Buen samaritano | Dos deudores | Siervo despiadado                |

### Oración
| Friend at Night (Importunate Neighbour) | Unjust Judge (Importunate Widow) | Pharisee and Publican (Tax Collector) |
| Amigo inoportuno                        | Juez injusto                     | Fariseo y publicano                   |

### Escatología
| Faithful Servant (Door Keeper) | Ten (Wise and Foolish) Virgins | Great Banquet (Wedding Feast) | Rich Fool      | Wicked Husbandmen (Tenants in the Vineyard) | (Wheat and) Tares |
| Siervo fiel                    | Diez vírgenes                  | Gran banquete                 | Rico insensato | Viñadores homicidas                         | Cizaña            |
| Drawing in the Net             | Budding Fig Tree               | Barren Fig Tree               |                |                                             |                   |
| Red barredera                  | Higuera estéril                | Higuera sin fruto             |                |                                             |                   |